# Črneče
 Črneče (in tedesco Tscherberg) è un paese della Slovenia, frazione del comune di Dravograd.
La località, che si trova a 350,4 metri s.l.m., a poca distanza dal capoluogo comunale lungo la sponda destra del fiume Drava e comprende anche gli agglomerati di Hojč e Nova vas.
Durante il periodo asburgico fu comune autonomo e comprendeva l'insediamento (naselje) di Tribej dell'attuale comune di Dravograd.

## Corsi d'acqua
Fiume Drava